# Гасанов Раміль Сафарович
Раміль Сафарович Гасанов (нар. 15 лютого 1996, АР Крим, Україна) — український та азербайджанський футболіст, нападник.

## Життєпис
Вихованець сімферопольської «Таврії». Виступав за молодіжну команду сімферопольського клубу. У листопаді 2014 року підписав 3-річний контракт з азербайджанською «Габалою». Єдиний матч в Прем'єр-лізі зіграв 29 квітня 2017 року в програному (1:2) виїзному поєдинку 28-о туру проти «Сумгаїту». Раміль вийшов на поле на 71-й хвилині, замінивши Багалі Дабо.
В червні 2017 року відправився в річну оренду до «Сумгаїту». У новій команді дебютував 26 серпня 2017 року в програному (1:3) виїзному поєдинку 3-о туру Прем'єр-ліги проти «Зіри». Гасанов вийшов на поле на 67-й хвилині, замінивши Азара Салахлі. У складі «Сумгаїту» зіграв 4 матчі в еліті азербайджанського футболу. У грудні 2017 року повернувся до «Габали». Проте вже незабаром відправився в оренду до першолігового бакинського «Хазара».
Сезон 2018/19 років розпочав у турецькому «Чанкіріспорі», за який дебютував 23 вересня 2018 року в програному (1:3) домашньому поєдинку 1-о туру аматорського чемпіонату Туреччини проти «Йозгатспору». Раміль вийшов на поле в стартовому складі та відіграв увесь матч. Дебютними голами за «Чанкіріспор» відзначився 7 жовтня 2018 року на 23-й, 30-й та 45-й хвилинах переможного (7:1) домашнього поєдинку 3-о туру аматорського чемпіонату Туреччини проти «Сефранболу Беледієспора». Гасанов вийшов на поле в стартовому складі та відіграв увесь матч. У складі «Чанкіріспору» зіграв 13 матчів та відзначився 7-а голами в аматорському чемпіонаті Туреччини. Під час зимової перерви сезону 2018/19 років приєднався до іншого нижчолігового турецького клубу — «Султангазіспор».
З вересня 2019 року грав за низку клубів тимчасово окупованих територій Криму.

## Статистика виступів

### Клубна
Станом на 1 січня 2018
| Клуб               | Сезон             | Ліга                      | Ліга  | Ліга | Національний кубок | Національний кубок | Континентальний | Континентальний | Інші  | Інші | Загалом | Загалом |
| Клуб               | Сезон             | Дивізіон                  | Матчі | Голи | Матчі              | Голи               | Матчі           | Голи            | Матчі | Голи | Матчі   | Голи    |
| ------------------ | ----------------- | ------------------------- | ----- | ---- | ------------------ | ------------------ | --------------- | --------------- | ----- | ---- | ------- | ------- |
| «Габала»           | 2014–15           | Прем'єр-ліга Азербайджану | 0     | 0    | 0                  | 0                  | 0               | 0               | –     | –    | 0       | 0       |
| «Габала»           | 2015–16           | Прем'єр-ліга Азербайджану | 0     | 0    | 0                  | 0                  | 0               | 0               | –     | –    | 0       | 0       |
| «Габала»           | 2016–17           | Прем'єр-ліга Азербайджану | 1     | 0    | 1                  | 0                  | 0               | 0               | –     | –    | 2       | 0       |
| «Габала»           | 2017–18           | Прем'єр-ліга Азербайджану | 0     | 0    | 0                  | 0                  | 0               | 0               | –     | –    | 0       | 0       |
| «Габала»           | Загалом           | Загалом                   | 1     | 0    | 1                  | 0                  | 0               | 0               | -     | -    | 2       | 0       |
| «Сумгаїт» (оренда) | 2017–18           | Прем'єр-ліга Азербайджану | 4     | 0    | 1                  | 0                  | –               | –               | –     | –    | 5       | 0       |
| Усього за кар'єру  | Усього за кар'єру | Усього за кар'єру         | 5     | 0    | 1                  | 0                  | 0               | 0               | -     | -    | 7       | 0       |